# Inessa Armandová
Inessa Fjodorovna Armandová (Ине́сса Фёдоровна Арма́нд), francouzsky Inès Elizabeth Armand rozená Elisabeth Pécheux d'Herbenville, pseudonym Jelena Blonina (8. května 1874 Paříž – 24. září 1920 Nalčik) byla rusko-francouzská komunistická revolucionářka a feministka, spolupracovnice a milenka Lenina.

## Život

### Mládí
Armandová byla dcera francouzského operního zpěváka Théodora Stéphana, vlastním jménem Théodore Pécheux d'Herbenville, a jeho manželky, herečky Nathalie Wildové. Armandová měla dvě sestry. Otec slavil velké úspěchy, ale brzy zemřel. Aby se rodině ulevilo, byla Inès předána do výchovy tetě, jež odešla jako učitelka hudby do Moskvy.
V Moskvě strávila Inès klidné dětství. V 17 letech úspěšně složila zkoušku pro domácí učitelky. O dva roky později, 3. října 1893, se vdala v kostele sv. Mikuláše v Puškinu za obchodníka a továrníka Alexandra Armanda. S ním měla čtyři děti.
V roce 1894 se jí narodil syn Alexander. V té době rodina žila na Armandově statku v Jeldiginu u Moskvy. Armandovi tam založili školu pro rolnické děti, v níž Inessa učila. V roce 1896 přišel na svět syn Fjodor. Armandová vstoupila do Spolku pro zlepšení osudu žen v Moskvě a stala se v roce 1900 jeho předsedkyní.
Inès a Alexander Armandovi měli další dvě děti, dcery Innu a Varvaru. Pak došlo k rodinné krizi, když se Inès zamilovala do o devět let mladšího švagra Volodi Armanda, bratra svého manžela. Manželé se rozešli smírně, ale nikdy se nenechali rozvést. Inès a Voloďa žili nějakou dobu v Neapoli. Jejich syn Andrej se narodil v roce 1903 v Baugy-sur-Clarens u Montreux ve Švýcarsku.
Armandová se pak s milencem a jejich synem usadila v Moskvě. Tam byla po krvavé neděli během policejní razie 6. února 1905 zatčena. Obžaloba byla 3. června 1905 zamítnuta, ale Armandová zůstala od té doby pod policejním dohledem.
S účinností od 18. října 1905 byly v Moskvě ženy připuštěny ke studiím. Již 19. října si Armandová podala přihlášku na práva a byla tam do roku 1907 hostující posluchačkou.

### Exil a vztah s Leninem
Dne 9. dubna 1907 byla Armandová zatčena pro "podezření ze spiknutí proti celoruskému vojenskému svazku vojáků a námořníků". Po několika dnech byla propuštěna, ale opět zatčena již 7. července téhož roku. 30. září 1907 byla shledána vinnou a vyhoštěna na dva roky do vyhnanství do Mezeně v Archangelské gubernii.
Voloďa Armand s ní dobrovolně odešel do exilu. Usadili se v Mezeni. Inessa Armandová si vydělávala na živobytí výukou francouzštiny. Když Voloďa Armand po nějaké době onemocněl život ohrožující tuberkulózou, opustil Inessu Armandovou a odjel do nemocnice ve Švýcarsku.
Když 22. listopadu 1907 v různých Armandových továrnách propukly stávky a nepokoje, byl manžel Alexander Armand zatčen. Krátce po následujícím propuštění odešel se syny Alexandrem a Fjodorem do Francie.
Když bylo v Mezeni zrušeno vyhnanství několika polských revolucionářů, Inessa se k nim tajně připojila a uprchla 20. října 1908 z vyhnanství. Nejdříve žila pod falešným jménem v Moskvě. Jakmile orgány pojaly podezření, utekla Armandová do Petrohradu. Tam se v roce 1908 konal první celoruský ženský kongres.
Mezitím Voloďa Armand ve Švýcarsku již umíral. V lednu 1909 odcestovala Inessa nelegálně přes Finsko do nemocnice za ním. Po několika dnech jí Voloďa zemřel v náručí. Inessa Armand pak zůstala nějakou dobu v západní Evropě. 27. října 1909 se zapsala na Univerzitě v Bruselu na sociologii, ekonomii a právo a již následujícího rok dokázala studium práva uzavřít.

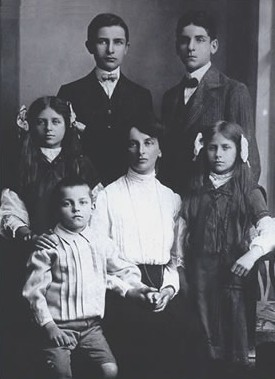
Armandová se svými dětmi v Bruselu roku 1909

Od podzimu 1910 žila Armandová v Paříži, aby konala výzkum potřebný pro dosažení promoce na Sorbonně. Ale nikdy se nedostala přes drobné přípravné práce, protože od léta 1910 pracovala především pro komunistickou stranu.
Lenina pravděpodobně Armandová osobně poznala již v roce 1909 v Paříži. V Longjumeau, asi 15 km od Paříže, našel Lenin budovu, která se dala bez velkého úsilí přebudovat na školící centrum. Tato stranická škola pak byla v provozu od května do srpna 1911. Během této doby žili a pracovali Lenin, jeho žena Naděžda Krupská i jeho švagrová, Inessa Armandová, její syn Andrej a někteří studenti v Longjumeau.
Během této práce se Lenin naučil Armandovou oceňovat a milovat. Někdy se potkávali v kavárnách na porte d'Orléans, kam chodili i Leninovi příznivci. Mezi oběma se vyvinul milostný vztah, který přetrval několik let. Vztah je doložen mimo jiné četnými dopisy, obsahujícími kromě revolučních témat i intimní vyznání. Lenin Armandové obstaral pozvání na Mezinárodní socialistický Kongres v srpnu a září tohoto roku v Kodani. Tam se Armandová osobně seznámila s mnoha levicovými politiky, k nimž patřili Karl Kautsky, Victor Adler, Jean Jaurès, Clara Zetkinová, Rosa Luxemburgová a Julius Martov.
Od léta roku 1912 byla Armandová z Leninova pověření opět ilegálně v Petrohradu, kde měla předat jeho pokyny redakci Pravdy. Krátce předtím se Lenin s Krupskou a Armandovou přesunul do Krakova, aby byl blíže ruské hranici. Ale Armandová byla brzy odhalena a dne 14. září 1912 zatčena. Její manžel Alexander Armand, který se mezitím stal poslancem Dumy, ji dostal 20. března 1913 na kauci z vězení. Až do léta 1913 trávila čas s rodinou a odpočívala. Na konci srpna opět uprchla přes Finsko do Krakova k Leninovi. Ale Lenin už nechtěl pokračovat v "ménage à trois", manželství ve třech. Naděžda Krupská vážně onemocněla a Lenin ji odvezl do Bernu k dr. Theodoru Kocherovi, který právě obdržel Nobelovu cenu za lékařství.
Po krátkém pobytu v Paříži a v Lovranu poblíž Terstu, kde se zase shledala se svými dětmi, se Armandová na Leninovo naléhání v Bruselu účastnila Socialistické internacionály. Mezitím Lenin, který po zatčení v Krakově byl znovu na svobodě, žil se svou ženou v Bernu. Tam si přivolal Armandovou na pomoc ve stranické práci. Ona ho stále ještě milovala. V roce 1916 se Lenin přestěhoval do Curychu. Inès Armandová byl v té době v Baugy-sur-Clarens. Nevedlo se jí dobře a trpěla stavy vyčerpání. Lenin jí často psal a volal. Na počátku roku 1917 se ji snažil získat pro nový úkol, ale Armandová se nechtěla k ničemu zavázat.

### Funkcionářka
V březnu 1917 došlo k povstání v Petrohradě. V Curychu Švýcar Fritz Platten připravil cestu Lenina a jeho doprovodu vlakem do Ruska. 9. dubna 1917 vlak vyjel v Curychu. Jeli v něm Lenin, Naděžda Krupská, Grigorij Zinověv a jeho manželka, Grigorij Sokolnikov, Alexander Abramovič, Karl Radek a Inès Armandová. Přes Sassnitz a Švédsko se dostali 16. dubna 1917 do Petrohradu.

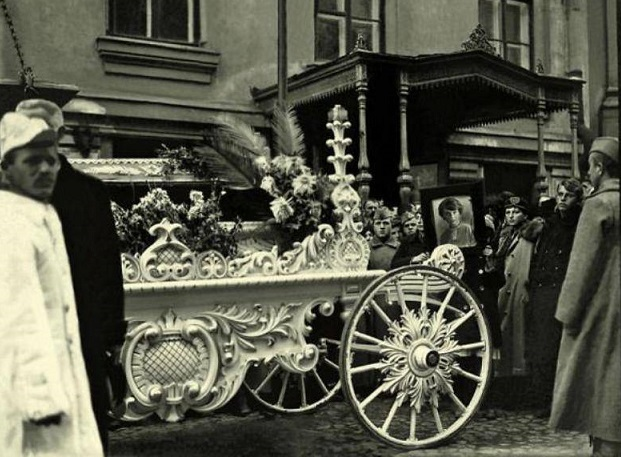
Pohřeb Inessy Armandové v Moskvě

V následující době byla Armandová pověřována různými pracemi a úkolyve prospěch strany. Tak například v únoru 1919 byla spolu s Dmitrijem Manuilskim a delegací Sovětského červeného kříže v Dunkerque, aby připravila návrat internovaných sovětských vojáků. Armandová a Manuilski byli v důsledku kontaktů s Třetí internacionálou zatčeni, nicméně po obtížných jednáních opět propuštěni.
Roku 1920 byla Inès Armandová na vrcholu své politické kariéry. V bolševickém ústředním výboru vedla ženskou sekci. Ženy tvořily v té době asi polovinu členů strany. Také v propagandistickém aparátu měla důležité funkce. V roce 1920 byla po agitační cestě po Sovětském svazu vyčerpaná a Lenin ji i s jejím synem Andrejem poslal si odpočinout na Kavkaz. Když dorazili do Kislovodsku, propukla tam občanská válka. V chaotických podmínkách byli evakuováni a dorazili po náročné cestě do Nalčiku u Beslanu. Tam se Armandová nakazila cholerou.
Inès Armandová zemřela v Nalčiku 24. září 1920 ve věku 46 let. 11. října bylo její tělo na voze taženém dvěma bílými koni přepraveno z Moskevského Kazaňského nádraží do centra města. Lenin šel za pohřebním vozem. Na jeho popud napsala Naděžda Krupská nekrolog do Pravdy. 12. října 1920 byla Inès Armandová pochována do státního hrobu u Kremelské zdi v Moskvě. Místo jejího posledního odpočinku se nachází mezi hroby novináře Johna Reeda a dětského lékaře Ivana Rusakova.

## Filmové adaptace
Životem Inès Armandové se zabývá film z roku 1980, Lenin v Paříži (Claude Jadeová jako Inessa Armandová) a v roce 1988 natočené dvoudílné televizní drama Vlak (s Dominique Sandovou v roli Inessy Armandové).